# Douzains
Douzains – miejscowość i gmina we Francji, w regionie Nowa Akwitania, w departamencie Lot i Garonna.
Według danych na rok 1990 gminę zamieszkiwało 206 osób, a gęstość zaludnienia wynosiła 16 osób/km² (wśród 2290 gmin Akwitanii Douzains plasuje się na 971. miejscu pod względem liczby ludności, natomiast pod względem powierzchni na miejscu 885.).